# Robertsonidra argentea
Robertsonidra argentea är en mossdjursart. Robertsonidra argentea ingår i släktet Robertsonidra och familjen Robertsonidridae.
Artens utbredningsområde är Röda havet. Inga underarter finns listade i Catalogue of Life.